# 히포포무스과
히포포무스과(Hypopomidae)는 김노투스목에 속하는 조기어류 과의 하나이다. 생선으로 잘 쓰이지 않아서 상업적으로는 크게 중요하지 않고, 관상어로 드물게 이용되며, 이에 대한 연구는 아직 부족한 편이다.
파나마와 남아메리카의 민물에서 서식한다. 히포포무스과는 아르헨티나의 라플라타강(남위 35도)부터 파나마의 투이라 강(북위 8도)까지의 다습한 신열대구에 주로 분포한다. 히포포무스류는 칠레를 제외한 남아메리카 대륙의 모든 지역에서 발견되며, 아마존 분지에서 가장 많이 서식한다.

## 하위 속
히포포무스과는 현재 9개 속으로 분류한다.
- Akawaio[3]
- Brachyhypopomus
- Hypopomus
- Hypopygus
- Microsternarchus
- Procerusternarchus[4]
- Racenisia
- Steatogenys
- Stegostenopos